# Allende longipes
Allende longipes là một loài nhện trong họ Tetragnathidae.
Loài này thuộc chi Allende. Allende longipes được miêu tả năm 1849 bởi Nicolet.